# Смирнов, Герман Алексеевич
Герман Алексеевич Смирнов (18 декабря 1937 — 14 июля 2015) — советский и российский атомщик, главный конструктор Всероссийского научно-исследовательского института автоматики имени Духова (ВНИИА). Лауреат Государственной премии РФ. Заслуженный конструктор Российской Федерации.

## Биография
Родился в Калининграде (ныне Королёв) Московской области в семье служащих.
В 1960 г. окончил МВТУ им. Баумана, специальность «Технология машиностроения, металлорежущие станки и инструменты».
Работал во ВНИИА (Всероссийский научно-исследовательский институт автоматики имени Духова): инженер-конструктор, начальник конструкторской бригады в отделе по блокам автоматики, с 1974 начальник конструкторского отдела, с 1979 заместитель главного конструктора по разработке конструкций ядерных боеприпасов, с 1987 г. первый заместитель главного конструктора по разработке ядерных боеприпасов, приборов автоматики и контрольно-измерительной аппаратуры, с февраля 1997 главный конструктор.
Кандидат технических наук (1972), доктор технических наук (1997). Профессор (2002), преподавал в Академии им. Петра Великого.
Умер 14 июля 2015 г. в Москве.

## Награды, премии и звания
Лауреат Государственной премии РФ 1996 года и премии Правительства РФ в области науки и техники 2012 года.
Награждён орденами Ленина (1982), «Знак Почёта» (1969), «За заслуги перед Отечеством» IV степени (2008), орденом Александра Невского (2015), медалями, почётным знаком «50 лет атомной отрасли».
Заслуженный конструктор Российской Федерации (1998).